# 교향곡 31번 (모차르트)

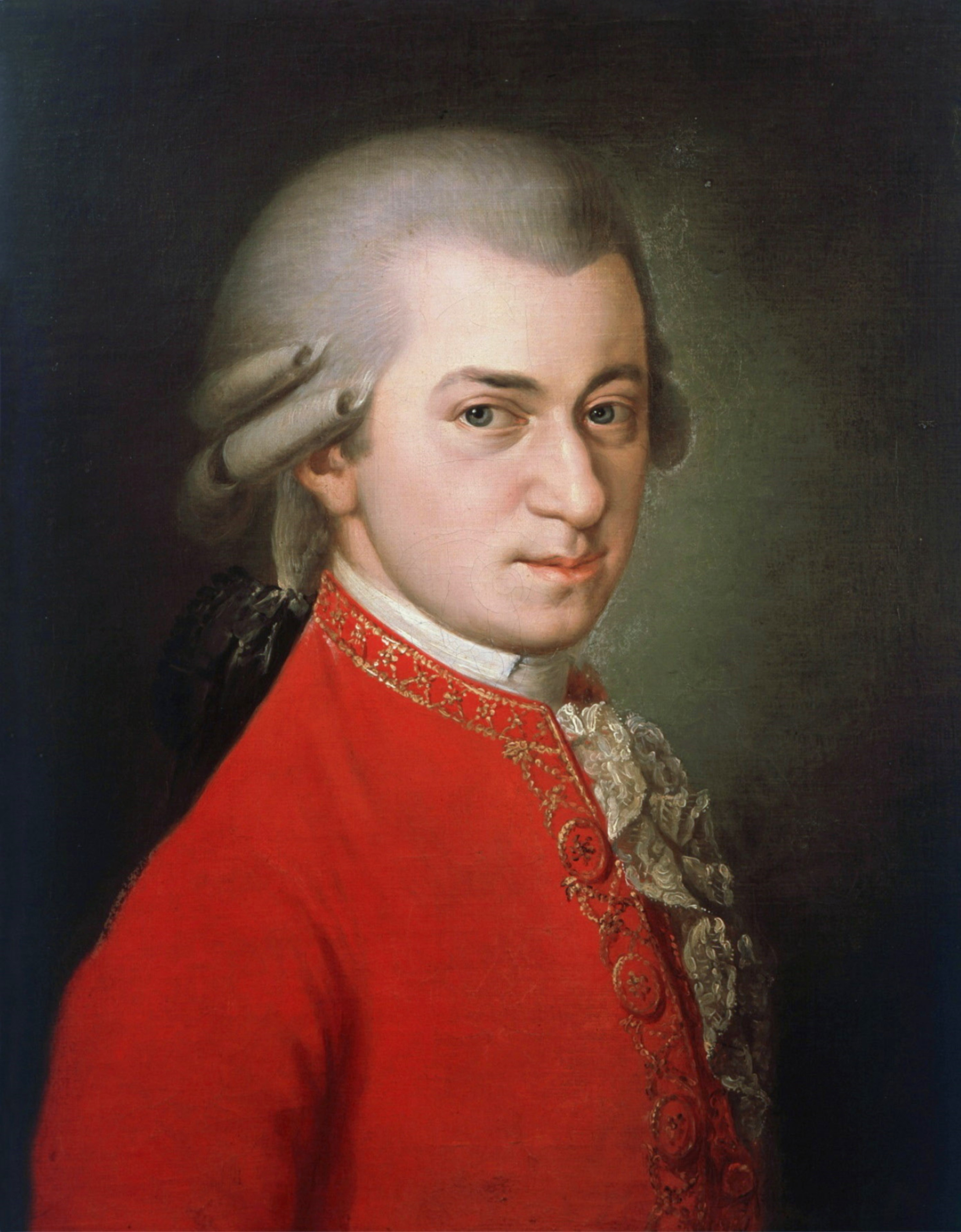
모차르트

교향곡 31번 D 장조 “파리”(K. 297 (300a))는 볼프강 아마데우스 모차르트가 1778년에 파리에서 완성한 교향곡이다.

## 작곡과 초연
이 작품은 모짜르트가 일자리를 구하고자 파리에 머무르고 있을 때 작곡되었다. 당시 그의 나이는 22세였다. 이 곡을 의뢰했던 조제프 레그로가 지휘하는 콩세르 스프리튀엘에 의해 1778년 6월 18일 초연되었다.
이 작품은 1978년 6월 26일 런던에서 발행되었던 Courrier de l'Europe지에서 다음과 같은 긍정적인 평가를 받았다.
"성목요일의 콩세르 스프리튀엘은 모짜르트의 교향곡과 함께 시작되었다. 하프시코드 연주자 사이에서 스스로 그 자신에게 이름을 부여한 이 젊은 음악가는 오늘 가장 뛰어난 작곡가로 자리매김할지도 모른다."
콩세르 스프리튀엘은 같은 해 8월 15일에 다시 열렸는데, 이때 이 작품의 제2악장 안단테를 오리지널 안단티노로 바꾼 것이 연주되기도 하였다.
이 작품은 확실히 인기를 얻었다. 독일은 1779년 3월 18일부터 23일까지 그리고 6월 3일의 콩세르 스프리튀엘에서 이 작품을 반복적으로 선보였다. 이 작품은 지버에 의해 파리에서 공식 발표하였고, 1779년 2월 20일 작품의 판매를 공개적으로 알렸다. 1782년에서 1788년까지 지버의 카탈로그에서는 이 작품이 "콩세르 스프리튀엘의 상연곡"으로 소개되었다.
이 교향곡은 앨로이시아 베버(Aloysia Weber)를 위한 자선 공연이 열리던 기간인 1783년 3월 11일 비엔나의 부르크극장에서 공연되기도 하였다.

## 음악
이 작품은 만하임 악파의 영향을 받았다. 이 곡은 미뉴에트가 빠진 세 악장으로 구성되어 있다.
1. 알레그로 아싸이 (Allegro assai)
2. 안단테 (Andante)
3. 알레그로 (Allegro)